# Lophomma
Lophomma Menge, 1868 è un genere di ragni appartenente alla famiglia Linyphiidae.

## Distribuzione
Le tre specie oggi attribuite a questo genere sono state rinvenute nella regione olartica: la specie dall'areale più vasto è la L. punctatum, reperita in diverse località dell'intera regione paleartica.
In Italia sono stati reperiti alcuni esemplari di L. punctatum, in località dell'Italia settentrionale.

## Tassonomia
A dicembre 2011, si compone di tre specie:
- Lophomma depressum (Emerton, 1882) — USA
- Lophomma punctatum (Blackwall, 1841)[4] — Regione paleartica
- Lophomma vaccinii (Emerton, 1926) — USA, Alaska, Russia

### Sinonimi
- Lophomma cognatum Holm, 1960; esemplari che, a seguito di un lavoro degli aracnologi Marusik, Gnelitsa & Koponen del 2007, sono stati riconosciuti sinonimi di L. vaccinii (Emerton, 1926)[1].
- Lophomma umbilicatum Crosby & Bishop, 1933; esemplari che, a seguito di un lavoro degli aracnologi Marusik, Gnelitsa & Koponen del 2007, sono stati riconosciuti sinonimi di Lophomma vaccinii (Emerton, 1926)[1].

### Specie trasferite
Vi è un alto grado di incertezza sulle caratteristiche specifiche di questo genere; prova ne è il congruo numero di specie trasferite in altri generi, ben 11, quasi tutti diversi fra loro, a fronte di tre specie considerate valide:
- Lophomma albipes (Bösenberg, 1902); trasferita al genere Improphantes Saaristo & Tanasevitch, 1996[1].
- Lophomma albulum Paik, 1983; trasferita al genere Diphya Nicolet, 1849, appartenente alla famiglia Tetragnathidae Menge, 1866.
- Lophomma candidum Bösenberg, 1902; trasferita al genere Mioxena Simon, 1826.
- Lophomma columbia Chamberlin, 1949; trasferita al genere Scotinotylus Simon, 1884.
- Lophomma incautum (O. P.-Cambridge, 1872); trasferita al genere Styloctetor Simon, 1884.
- Lophomma libidinosum Kulczyński, 1926; trasferita al genere Dicymbium Menge, 1868.
- Lophomma pingrense Crosby & Bishop, 1933; trasferita al genere Silometopoides Eskov, 1990.
- Lophomma rufipes Bösenberg, 1902; trasferita al genere Typhochrestus Simon, 1884.
- Lophomma sylvaticum (Emerton, 1913); trasferita al genere Ceratinops Banks, 1905.
- Lophomma tanasevitchi Zhang, Zhang & Yu, 2003; trasferita al genere Diphya Nicolet, 1849 appartenente alla famiglia Tetragnathidae.
- Lophomma yodoense Oi, 1960; trasferita al genere Orientopus Eskov, 1992.